# Нептунас
Баскетбольный клуб «Нептунас» (лит. Krepšinio klubas «Neptūnas») — литовский баскетбольный клуб из Клайпеды. Основан в 1962 году. Участник всех чемпионатов Литовской баскетбольной лиги (ЛБЛ) и Балтийской баскетбольной лиги (ББЛ). Вице-чемпион Литвы в 2014 и 2016 годах. Высшее достижение в ББЛ — 5-е место в 2005 году.

## Результаты вЛитовской баскетбольной лиге
Клуб непрерывно выступает в ЛБЛ — высшем дивизионе чемпионата Литвы — с первого его сезона 1993/1994.
- 1994 — 10
- 1995 — 10
- 1996 — 7
- 1997 — 5
- 1998 — 9
- 1999 — 8
- 2000 — 8
- 2001 — 3
- 2002 — 8
- 2003 — 6
- 2004 — 10
- 2005 — 5
- 2006 — 6
- 2007 — 4
- 2008 — 5
- 2009 — 4
- 2010 — 5
- 2011 — 8
- 2012 — 6
- 2013 —
- 2014 —
- 2015 — 4
- 2016 —
- 2017 — 4
- 2018 —
- 2019 —
- 2020 — 4

## Результаты вБалтийской баскетбольной лиге

### Элитный дивизион
- 2005 — 5
- 2006 — 10
- 2007 — 12
- 2008 — 16

### Кубок вызова
Кубок вызова — второй по силе дивизион ББЛ.
- 2009 — 6
- 2010 — 4
- 2011 — 4
- 2012 — 6

## Выступления в еврокубках
В сезонах 1998/1999 и 1999/2000 клуб выступал в Кубке Корача. В 1998/99 клуб занял 2-е место в группе О и вышел в плей-офф, где 1/16 финала проиграл турецкой «Дарюшшафака». В сезоне 1999/2000 занял 3-е место в группе Н и не вышел в плей-офф. 
В сезоне 2003/2004 принял участие в розыгрыше Кубка вызова ФИБА. Занял 2-е место в группе С Северной конференции и вышел в плей-офф, где четвертьфинале проиграл подмосковному «Динамо». 
Сезон 2014/2015 стал дебютным в Евролиге. В регулярном сезоне одержал 4 победы и потерпел 6 поражений. Команда в своей группе заняла 5-е место и вылетела из Евролиги. 
В сезоне 2015/2016 клуб выступал в Еврокубке и в первом раунде соревнований с 6 победами и 4 поражениями занял второе место и попал в LAST32. В следующем этапе «Няптунас» с 2 победами и 4 поражениями оказался на 4 месте и команда выпала из соревнований.

## Сезоны
| Сезон   | Лига | Уровень | Рег. Чемп. | Плей-офф  | Регион           | Еврокубки         |
| ------- | ---- | ------- | ---------- | --------- | ---------------- | ----------------- |
| 2012/13 | ЛКЛ  | 1       | 4-е        | 3-е место | 10 (гр.В) ЕЛ ВТБ | -                 |
| 2013/14 | ЛКЛ  | 1       | 3-е        | Финалист  | 8 (гр.В) ЕЛ ВТБ  | Гр.этап Еврокубка |
| 2014/15 | ЛКЛ  | 1       | 3-е        | 4-е место | -                | Гр.этап Евролиги  |
| 2014/15 | ЛКЛ  | 1       | 3-е        | 4-е место | -                | Ласт 32 Еврокубка |
| 2015/16 | ЛКЛ  | 1       | 3-е        | Финалист  | -                | Ласт 32 Еврокубка |

## Достижения
Чемпионат Литвы
- Серебряный призёр (2): 2013/2014, 2015/2016
- Бронзовый призёр: 2012/2013, 2017/2018

Кубок Литвы
- Бронзовый призёр: 2015/2016

## Известные игроки
- Эурелиюс Жукаускас (1994—1997)
- Арвидас Мацияускас (1997—1999)
- Томас Делининкайтис (2001—2003)
- Дейвидас Гайлюс (2007—2009; 2012—2013; 2014—2015)